# Lonchothrix emiliae
Lonchothrix emiliae é uma espécie de roedor da família Echimyidae. É a única espécie do gênero Lonchothrix.
Endêmica do Brasil, onde é encontrada na região do médio rio Amazonas.